# Nicole Fontaine

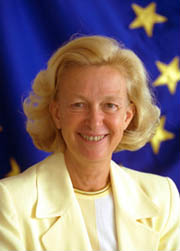
Nicole Fontaine in 2002

Nicole Fontaine (Grainville-Ymauville, 16 januari 1942 - Parijs, 17 mei 2018) was een Franse politica en Europarlementariër. Fontaine was lid van het UMP, dat onderdeel uitmaakte van de Europese Volkspartij. Van 1999 tot 2002 was ze voorzitter van het Europees Parlement.